# Cape Auguet Bay
Cape Auguet Bay (do 16 czerwca 1976 Cape Auget Bay) – zatoka (ang. bay) w kanadyjskiej prowincji Nowa Szkocja, w hrabstwie Richmond, na południe od miejscowości Arichat; nazwa Cape Auget Bay urzędowo zatwierdzona 1 marca 1956.